# Кому нужна математика?
«Кому нужна математика?» — научно-популярная книга математиков Нелли Литвак и Андрея Райгородского, вышедшая в 2017 году. Книга рассказывает о прикладных применениях математики в современном мире. В год выхода книга попала в шорт-лист премии «Просветитель».
Каждая глава книги описывает одну реальную прикладную проблему, а затем идею и историю её решения с помощью математики. Представленные проблемы охватывают диапазон от 1940-х до 2000-х годов. Главы посвящены следующим темам: логистика производства, кодирование информации, связность интернета, обработка запросов в интернете, шифрование и защита данных, обработка больших данных при ограниченной памяти, механизмы интернет-рекламы.
В книге есть приложения и задачи для дополнительного изучения поднимаемых тем. По мнению авторов, книгу можно использовать в обучении, в том числе в старшей школе.

## Реакция
Юлия Гусарова из издания «Сноб» отметила что, по словам членов жюри премии «Просветитель», книгу могут легко воспринимать и читатели, плохо разбирающиеся в математике. Алексей Сгибнев в рецензии для газеты «Троицкий вариант — Наука» заявил, что книге удаётся «на пальцах» объяснить важные математические проблемы, а её текст «хорошо проработан». Вместе с тем Ирина Якутенко в рецензии тому же изданию, положительно оценив книгу в целом, посчитала, что авторам с переменным успехом удаётся балансировать между простотой и подробностью объяснений. Обозреватель «ГодЛитературы.РФ» Сергей Алексеенко посчитал, что книга написана взрослым языком.